# Jayalalithaa Jayaram
Jayalalithaa Jayaram, eller Selvi J Jayalalithaa (kallas vanligen endast Jayalalithaa), född 24 februari 1948 i Mandya i Karnataka, död 5 december 2016 i Chennai i Tamil Nadu, var en indisk politiker. Hon var i flera perioder chefsminister (Chief Minister) i den indiska delstaten Tamil Nadu och var generalsekreterare i sitt parti AIADMK.
Jayalalithaa, som var delstatens försteminister 1991-1996, 2001, 2002-2006, 2011-2014 samt från 2015 fram till sin död, var från början filmstjärna i Kollywood. Chinnada Gombe, hennes första film på kannada, var en stor framgång, och hennes första film på telugu, Manushulu Mamathalu, var vad som gjorde henne odödlig inom den tamilska filmen. 1972 förärades hon med utmärkelsen Kalaimamani av delstatsregeringen i hemstaten. 1981 gav sig Jayalalithaa in i politiken, och satt som ledamot i Rajya Sabha 1984 - 1989.